# قرار مجلس الأمن التابع للأمم المتحدة رقم 1862
تم اعتماد قرار مجلس الأمن التابع للأمم المتحدة رقم 1862 بالإجماع في 14 كانون الثاني / يناير 2009، بعد تذكير المجلس بإدانته للعمل العسكري الذي قامت به إريتريا ضد جيبوتي وذلك في رأس دميرة وجزيرة دميرة، طالب كلاً من إريتريا وجيبوتي على حل النزاع الحدودي بينهما بشكل سلمي، وقدَّر جهود الأمين العام والاتحاد الأفريقي وجامعة الدول العربية لحل هذا النزاع.